# Aufgabe (Pflicht)
Eine Aufgabe ist in der Organisationslehre die von einem Aufgabenträger wahrgenommene, dauerhaft geltende Anforderung, Verrichtungen an Arbeitsobjekten zur Erreichung bestimmter Ziele durchzuführen.

## Allgemeines
Aufgaben bilden das zentrale Element in einer Organisation. Organisationen haben entweder exogen vorgegebene Aufgaben (Behörden, Militär) oder selbst gewählte Aufgaben (Unternehmen). Aufgaben leiten sich rechtlich aus dem allgemein gehaltenen Betriebszweck, der Satzung von Unternehmen, Gesetzen oder der Satzung juristischer Personen des öffentlichen Rechts ab. 
Als Aufgabenträger kommen Personen und Maschinen in Frage, die Arbeitsaufgaben selbständig übernehmen. Aufgabe und Aufgabenträger bilden bei der Aufgabenerledigung ein Arbeitssystem mit möglichst anforderungsgerechten Arbeitsabläufen. Personen als Aufgabenträger müssen neben Aufgaben auch Kompetenzen und Verantwortung übertragen werden. REFA definiert eine Anforderung als „die Gesamtheit der physischen und psychischen Voraussetzungen zur Ausführung der Arbeit“. Die Verrichtung besagt, was getan werden muss, das Objekt besagt, woran etwas getan werden muss. Verrichtung ist jede zielgerichtete Tätigkeit, die zur Erfüllung der Aufgabe beiträgt. Das Objekt kann ein reales (Auto beim Automobilhersteller) oder abstraktes (Kredit in einem Kreditinstitut) sein. Erich Kosiol definiert die Arbeitsaufgabe als zweckbezogenes menschliches Handeln. Aufgaben sind auch dadurch charakterisiert, dass sie permanent und repetitiv vorzunehmen sind, um ein bestimmtes Ziel (Unternehmensziel) zu erreichen. Permanent und repetitiv bedeutet, dass die Arbeitsaufgabe nach ihrer Erfüllung unaufgefordert dauerhaft wieder neu zu beginnen und zu erfüllen ist. Ihr Wiederholungscharakter ist bestimmt durch ihre Häufigkeit und das Auftreten gemeinsamer Elemente.

## Aufgabeninhalt
Der Verrichtungsvorgang ist Erich Kosiol zufolge auf eine Zustands- oder Lageveränderung eines Arbeitsobjektes in Raum und Zeit gerichtet. Er kann manuell, geistig, ausführend oder leitend sein. Überwiegend manuelle Tätigkeit ist mit Körper- und Krafteinsatz verbunden wie die Handarbeit im Handwerk, Schwerarbeit bzw. Schwerstarbeit im Bauwesen, in der Metallverarbeitung oder in Teilbereichen der Landwirtschaft (Weinlese). Von geistiger Tätigkeit wird gesprochen, wenn bei Beschäftigten Denken oder Analyse im Vordergrund stehen und ihre körperlichen Aufgabenanteile lediglich zur Vorbereitung und Unterstützung der geistigen Arbeit dienen. Hierzu gehören Verwaltungs- und Büroarbeit oder akademische Berufe. Ausführende Tätigkeiten sind dadurch gekennzeichnet, dass die Beschäftigten überwiegend an Weisungen gebunden sind, wobei der Arbeitgeber gegenüber seinen Arbeitnehmern Arbeitsinhalt, Arbeitsort und Arbeitszeit der Arbeitsleistung nach billigem Ermessen näher bestimmen darf. Aufgaben sind von der untersten, fachlich qualifiziertesten Stelle (Facharbeiter, Sachbearbeiter) auszuführen, lediglich übergreifende oder strategische Aspekte werden von Vorgesetzten wahrgenommen. Um leitende Tätigkeit handelt es sich, wenn Arbeitnehmer überwiegend oder ganz Führungsaufgaben wahrnehmen.

## Bestandteile der Aufgabenwahrnehmung
Organisatorisch konkretisieren sich die einzelnen Aufgaben in der Stellenbeschreibung und/oder Arbeitsanweisungen. Hierin müssen Aufgaben und mehr oder weniger komplexe Arbeitsprozesse so beschrieben werden, dass sie fehlerfrei ausführbar sind. Arbeitsprozesse sind im Regelfall betriebsübergreifend installiert, wobei Personen mit gleichartigen oder sogar identischen Aufgaben in Organisationseinheiten wie Arbeitsgruppen oder Abteilungen zusammengefasst sind. Deren Arbeitsteilung trägt zur Spezialisierung auf bestimmte Aufgabeninhalte bei.
Zwischen der Aufgabe und ihrem Aufgabenträger besteht eine Zuordnungsbeziehung. Noch Erwin Grochla war der Auffassung, dass nur der Mensch in der Lage sei, Aufgaben selbständig zu erfüllen. Zu den maschinellen Aufgabenträgern gehören Computer, Werkzeugmaschinen oder Lastkraftwagen. Da Maschinen von sich aus keine Aktivitäten entwickeln und keine Verantwortung übernehmen können, werden sie besser als Arbeitsträger bezeichnet. Personen benötigen zu ihrer Aufgabenerfüllung meist eine bestimmte Qualifikation. Der Aufgabenträger setzt zur Aufgabenerfüllung Arbeitsmittel ein (Werkzeuge, Büromaterialien), benötigt hierfür einen Raum oder Arbeitsplatz (Produktionshalle, Geschäftsraum oder ein Ort im Freien), beschafft aufgabenrelevante Informationen, wertet sie zielorientiert aus und muss die Aufgabe unter Einsatz seiner Fachkenntnis innerhalb eines bestimmten Zeitraums (maximal die Arbeitszeit) erledigen. Grochla fasst die Arbeitsträger und Aufgabenträger zu Aktionsträgern zusammen. Somit wirken in der Arbeitsaufgabe Menschen, Betriebsmittel und situative Einflüsse der Arbeitsumgebung zusammen. 

## Kompetenzen und Verantwortung
Gestellte Aufgaben können erst durch adäquate Kompetenzen und Verantwortung tatsächlich erledigt werden (Kongruenzprinzip der Organisation). Hierbei ist zwischen Durchführungs- und Leitungskompetenzen (Fremdentscheidungs-, Weisungs- und Kontrollkompetenzen) zu unterscheiden. Durchführungskompetenzen befähigen den Aufgabenträger, die ihm übertragenen Aufgaben zu bewältigen. Hierfür stehen ihm Ausführungs-, Verfügungs-, Antrags-, Entscheidungs- und Vertretungskompetenzen zu. Verantwortung teilt sich auf in Handlungsfolgen- und Aufgabenverantwortung, letztere besteht aus Pflichterfüllung und eigenverantwortlichem Handeln. Eigenverantwortliche Mitarbeiter unterscheiden zwischen nützlichem und schädlichen Verhalten für die Organisation. Aufgabenverantwortung ist die Verpflichtung des Aufgabenträgers, über die ordnungsgemäße Erfüllung der ihm übertragenen Aufgaben Rechenschaft ablegen zu müssen.

## Aufgabenanalyse und -synthese
Inhalt, Volumen und Erfüllungsanforderungen von Aufgaben ändern sich im Zeitablauf. Dies löst bei entsprechender Abweichung von Soll und Ist Anpassungen und Reorganisationen aus. Ein Instrument dazu bildet die von Erich Kosiol entwickelte Aufgabenanalyse. Dabei wird eine Aufgabe schrittweise in Teilaufgaben zerlegt. Die einem Aufgabenträger zugewiesenen Arbeitsaufgaben bestehen meist aus einer Vielzahl von einzelnen Ablaufabschnitten (Arbeitsschritte), die erst in ihrer Gesamtheit durch einen letzten komplettierenden Arbeitsvorgang als erfüllt anzusehen sind. Hierdurch entsteht ein Arbeitsablauf, der durch eine bestimmte Reihenfolge, die Ablauffolge, gekennzeichnet ist. Der Arbeitsablauf ist durch die Ablauforganisation zu planen und vom Aufgabenträger zu vollziehen. Diese (atomisierten) Teilaufgaben werden in der folgenden Aufgabensynthese wieder zusammengefügt und verknüpft. 

## Aufgabenziele
Aufgabenziele können nur erreicht werden, wenn die erforderlichen einzelnen Arbeitsschritte des Arbeitsablaufs nacheinander abgearbeitet werden und dabei etwaige Aufgabenhindernisse („Job-stopper“) beseitigt werden, um die übertragenen Aufgaben zeitgerecht und nach qualitativen Vorgaben erfüllen zu können. Die Beherrschbarkeit von Aufgaben ist mit ausschlaggebend für Umfang und Art und Weise des Aufgabenerfüllungsverhaltens der Aufgabenträger. Die Beherrschbarkeit (Routinisierungspotential) von Aufgaben hängt von deren Komplexität, Variabilität und Determiniertheit ab. Wenn auch die Aufbau- und Ablauforganisation die Voraussetzungen zur Aufgabenerfüllung geschaffen haben, kann das Aufgabenziel durch die Aufgabenträger erfüllt werden. Die fehlerfreie Aufgabenerfüllung ist das individuelle Aufgabenziel, während das organisatorische Aufgabenziel in der Herstellung von Sachgütern und Dienstleistungen und deren Vertrieb besteht.

## Abgrenzungen
„Aufträge“ sind im Gegensatz zu „Aufgaben“ im organisatorischen Sinne einmalige Anforderungen. Sind sie einmal erfüllt, müssen sie nicht unaufgefordert wiederholt werden. Aufgaben und Aufträgen gemeinsam ist, dass sowohl zur Auftragserledigung, wie bei der Erfüllung organisatorisch anstehender Aufgaben Arbeit geleistet werden muss. Eine Aufgabe unterscheidet sich vom Problem dadurch, dass bei letzterem der Lösungsweg unbekannt ist.